# Shinin' On
Shinin' On — це восьмий студійний альбом американського рок-гурту Grand Funk Railroad, випущений у березні 1974 року лейблом Capitol Records. Хоча платівка не повторила комерційного успіху попереднього альбому We're An American Band, вона досягла 5-го місця в хіт-параді Billboard 200 та за версією RIAA здобула золоту сертифікацію. Перший сингл з альбому — кавер-версія пісні «The Loco-Motion» — очолив чарт Billboard Hot 100.
Оригінальна обкладинка Shinin' On була оформлена у псевдо-тривимірному стилі та супроводжувалася анагліфними окулярами (з червоним і синім фільтрами), що дозволяли побачити об’ємне зображення. Її створив художник-коміксист Ніл Адамс за ідеєю фотографки гурту Лінн Ґолдсміт і менеджера Ендрю Кавальєре.
Квадрофонічний мікс альбому також був випущений у форматі Quadraphonic 8-Track — одного з перших носіїв об’ємного звуку у вигляді 8-трекового картриджа з 4-канальним просторовим звучанням. Через складність налаштування й відсутність єдиного стандарту, формат не набув широкої популярності та врешті зник з ринку до кінця 70-х років. Тим не менш, квадрофонічні видання, зокрема альбом Shinin' On, нині мають колекційну цінність.

## Оцінки критиків
Журнал Billboard включив альбом до рубрики «У центрі уваги», а неназваний рецензент зазначив: «Музика Grand Funk, здається, стає кращою з кожним альбомом — зростає якість як композицій, так і вокалу, а Тодд Рандґрен демонструє довершений продюсерський підхід». У журналі «Cash Box» інший анонімний автор охарактеризував Shinin' On як «одну з найоригінальніших і найпотужніших збірок 1974 року».
На відміну від деяких прихильних відгуків, оглядачі AllMusic оцінили альбом Shinin' On стриманіше. Хоча вони відзначили злагодженість гурту й сильну виконавську форму, але загалом доробку закидали відсутність натхнення. За словами рецензента, такі композиції, як Please Me та Getting Over You, хоч і енергійні, але позбавлені виразності й цікавих аранжувань.
Найкращими моментами платівки названо сингли — заголовну композицію з ефектними вокальними гармоніями на тлі «космічного» груву та експресивну рок-версію хіта The Loco-Motion. Деякі треки вирізняються завдяки сміливішим експериментам, зокрема моторошний блюз Mr. Pretty Boy з мелотроном та соул-композиція To Get Back In, заснована на густому звучанні електрооргана, яке рецензент порівнює з використанням духових. AllMusic підсумовує, що альбом надто розрізнений і нерівний, аби зацікавити нову аудиторію, однак шанувальники гурту знайдуть на ньому чимало привабливого.

## Список композицій
| Side one | Side one           | Side one       | Side one   |
| #        | Назва              | Автор          | Тривалість |
| -------- | ------------------ | -------------- | ---------- |
| 1.       | «Shinin' On»       | Brewer, Farner | 5:59       |
| 2.       | «To Get Back In»   | Farner         | 3:56       |
| 3.       | «The Loco-Motion»  | Гоффін, Кінг   | 2:46       |
| 4.       | «Carry Me Through» | Brewer, Frost  | 5:34       |

| Side two | Side two               | Side two       | Side two   |
| #        | Назва                  | Автор          | Тривалість |
| -------- | ---------------------- | -------------- | ---------- |
| 5.       | «Please Me»            | Brewer, Farner | 3:37       |
| 6.       | «Mr. Pretty Boy»       | Farner         | 3:08       |
| 7.       | «Gettin' Over You»     | Brewer, Frost  | 3:59       |
| 8.       | «Little Johnny Hooker» | Farner         | 4:59       |

| CD реліз додаткові композиції | CD реліз додаткові композиції | CD реліз додаткові композиції | CD реліз додаткові композиції |
| #                             | Назва                         | Автор                         | Тривалість                    |
| ----------------------------- | ----------------------------- | ----------------------------- | ----------------------------- |
| 9.                            | «Destitute and Losin'»        | Farner                        | 7:03                          |
| 10.                           | «Shinin' On (2003 Remix)»     | Brewer, Farner                | 6:09                          |

На ранньому етапі кар’єри Grand Funk Railroad, коли основним автором пісень був Марк Фарнер, видавничі права належали компанії A Good Knight Production, що належала першому менеджеру гурту Террі Найту. Після розриву з Найтом юридичні права на пісні перейшли до особистої компанії Фарнера — Cram Renraff (назва якої є анаграмою його імені). Ця структура забезпечувала Фарнеру повний контроль над авторськими роялті, зокрема на альбомах Phoenix (1972) та We're An American Band (1973). Попри те, що авторство самої пісні We're an American Band хоча б суто формально належало Дону Брюеру, видавничі права на весь альбом залишалися за Cram Renraff.
Зміни настали з виходом альбому Shinin’ On: більшість композицій були опубліковані через новостворену Leftover Corporation, за винятком кавер-версії «The Loco-Motion», яка належала Screen Gems–Columbia Music. Це свідчить про те, що Leftover Corp. була створена для юридичного оформлення авторських прав у разі співавторства — зокрема, за участю Брюера та Крейга Фроста. Така схема діяла лише до наступного студійного альбому гурту — All the Girls in the World Beware (1974), з випуском якого структура управління правами зазнала нових змін.

## Склад
- Марк Фарнер — вокал, гітара, гітарон[en], губна гармоніка, електроорган в «Carry Me Through»
- Мел Шахер — бас-гітара
- Дон Брюер — ударні, вокал
- Крейг Фрост — електроорган, клавінет, піаніно, синтезатор Муга, мелотрон, вокал
- Тодд Рандґрен — вокал, гітара в «Carry Me Through», ехоплекс для створення ехо-ефектів

## Виробництво
Запис альбому Shinin’ On зроблені у власній студії Марка Фарнера The Swamp, розташованій на його фермі у Паршалвіллі, штат Мічіган. Мастеринг виконаний в Sterling Sound в Нью-Йорку. Відповідальною за ілюстрації стала компанія Shorewood Graphics.
- Тодд Рандґрен — продюсер, інженер звукозапису
- Джон Уайт (John White) — інженер звукозапису
- Девід Лесаж (David Lesage) — звукорежисер
- Енді Кавальєрі — концертний директор, дизайн обкладинки альбому
- Лінн Ґолдсміт — арт-директор, дизайнер, фотограф
- Ніл Адамс[en] — ілюстрації
- Уолт Саймонсон[en] — ілюстрації

## Чарти
Альбом
| Рік  | Чарт          | Позиція |
| ---- | ------------- | ------- |
| 1974 | Billboard 200 | 5       |
| 1974 | Канада        | 2       |
| 1974 | Норвегія      | 10      |

Сингли
| Рік  | Сингл             | Чарт              | Позиція |
| ---- | ----------------- | ----------------- | ------- |
| 1974 | «The Loco-Motion» | Billboard Hot 100 | 1       |
| 1974 | «The Loco-Motion» | Канада            | 1       |
| 1974 | «The Loco-Motion» | Німеччина         | 10      |
| 1974 | «The Loco-Motion» | Австралія         | 7       |
| 1974 | «Shinin' On»      | Billboard Hot 100 | 11      |
| 1974 | «Shinin' On»      | Канада            | 13      |

## В інших медіа
Титульна пісня «Shinin' On» прозвучала у двадцять четвертому, передостанньому епізоді «Homerpalooza» сьомого сезону мультсеріалу «Сімпсони». Прем’єра відбулася на телеканалі Fox у США 19 травня 1996 року. В цьому епізоді головний герой Гомер Сімпсон із подивом дізнається, що класичний рок більше не вважається крутим.